# Publius Cornelius Rutilus Cossus
Publius Cornelius Rutilus Cossus war ein römischer Senator, Politiker und Militär. Publius Cornelius Rutilus Cossus gehörte zur Gens der Cornelier. 408 v. Chr. bekleidete er das Amt des Dictators. Zwei Jahre später war er einer der vier Konsulartribunen, die anstelle regulärer Konsuln amtierten.